# Fatoumata Dembélé Diarra
Fatoumata Dembélé Diarra (Koulikoro, 15 de febrero de 1949 ) es una abogada y jueza de Malí. Desde diciembre de 2020 es miembro del Consejo Nacional de Transición de Malí. Ha sido jueza del Tribunal Penal Internacional para la ex Yugoslavia (TPIY) y ha sido juez de la Corte Penal Internacional desde 2003.

## Trayecctoria
Diarra se licenció en Derecho de la Universidad Cheikh-Anta-Diop y obtuvo una Maestría en Derecho en la Escuela Nacional de Administración de Malí. También se graduó en la Escuela Nacional de la Magistratura en París.
En Malí, Diarra ha sido jueza de instrucción, Presidenta de la Corte de Assize, Presidenta de la Sala Penal de la Corte de Apelación de Bamako, y directora nacional del Departamento de Justicia de Malí.
Antes de ser elegida jueza de la Corte Penal Internacional, Diarra se desempeñó como jueza para el TPIY. En 2003, fue elegida como uno de los primeros jueces de la Corte Penal Internacional, con mandato hasta el año 2012. En 2009, Diarra se desempeñó como la primera vicepresidente de la Corte Penal Internacional acompañando al presidente Sang-Hyun Song. Diarra es un miembro de la Sección de Primera Instancia de la Corte Penal Internacional.
En diciembre de 2020 formó parte de la lista de 121 miembros del Consejo Nacional de Transición de Malí órgano legislativo creado para el gobierno de transición tras el golpe de Estado en Malí del 18 de agosto de 2020.